# Вики-разметка
О вики-разметке в Википедии смотрите страницу Википедия:Вики-разметка.

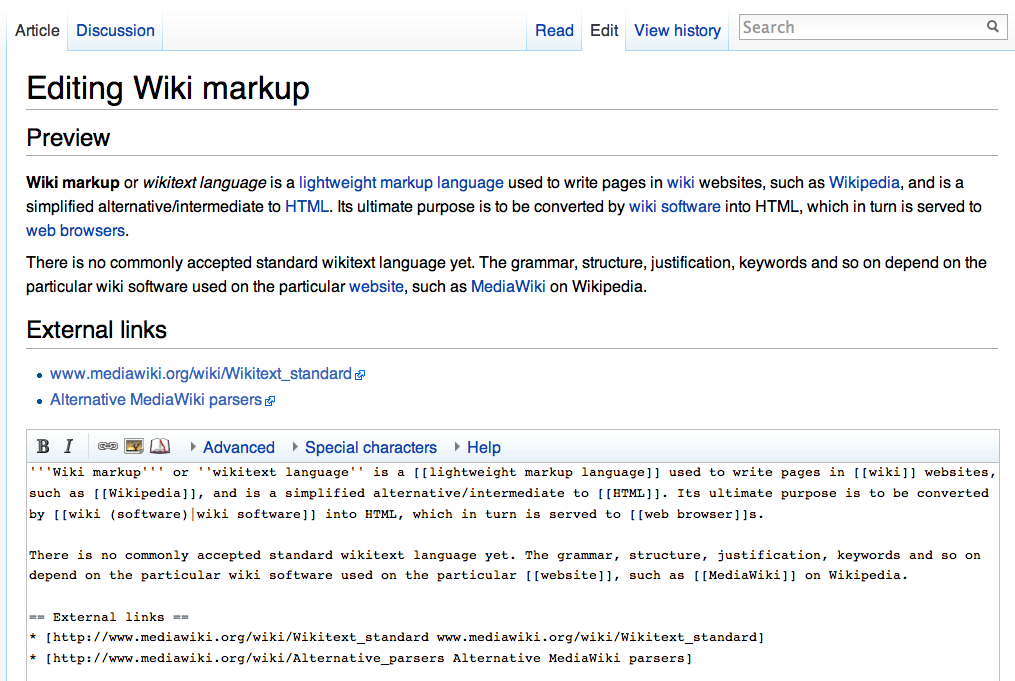
Так вики-разметка используется в Википедии

Вики-разметка — язык разметки, который используется для оформления текста на веб-сайтах (как правило, относящихся к классу вики-проектов) и позволяет упростить доступ к возможностям языка HTML. Страницы, оформленные с применением вики-разметки, предварительно преобразуются в HTML для просмотра в веб-браузере, преобразование реализует специальное программное обеспечение — вики-движок (англ. wiki engine).

## Языки вики-разметки
На данный момент нет общепринятого стандарта для вики-разметки. Существуют различные языки вики-разметки, несовместимые между собой. Грамматика, структура, правила применения, ключевые слова и прочие детали зависят от конкретной реализации для конкретной вики-системы. Например, языки вики-разметки позволяют делать перекрёстные ссылки на другие страницы, но используют свой синтаксис. Многие вики, особенно ранние реализации, используют соглашение CamelCase для разметки слов, по которым нужно сформировать перекрёстные ссылки.
В Медиавики необходимо использовать конструкцию [[...]] для создания перекрёстных ссылок, такие ссылки называются «free links».
Разные вики-программы поддерживают разные наборы HTML-элементов в правилах разметки вики-текста. В некоторых случаях доступные HTML-элементы могут иметь индивидуальное оформление в едином стиле с веб-сайтом. Медиавики поддерживают множество стандартных HTML-элементов.

## Стандартизация
Язык разметки Creole является попыткой «использовать общие правила вики-разметки на разных вики-сайтах». Существует несколько вики-движков, которые поддерживают Creole. Версия 1.0 спецификации была выпущена в июле 2007 года.